# Szabó Albert (politikus)
Szabó Albert (Debrecen, 1955. január 3. –) hungarista magyar politikus, az 1990-es évek magyarországi politikájának egyik legszélsőségesebb alakja. A közvélemény túlnyomó többsége szélhámosnak, provokátornak tartotta, vagy tartja máig.

## Élete
Nyolc testvér közül a hetedikként született. Családjával 1962-ig Derecskén éltek, ahonnan Debrecenbe költöztek a jobb megélhetés reményében. 1961–1969 között a Tóthfalusi Sándor Általános Iskolában tanult, majd 1969–1970-ben a 109. Sz. Ipari Szakmunkásképző Intézetben esztergályos szakmát tanult Debrecenben. 1980-ban a budapesti I. László Gimnáziumban általános érettségit, majd 1982-ben a Budapest Vas utcai Kereskedelmi Szakközépiskolában kereskedelmi érettségit szerzett.
1986-ban kiment Ausztráliába, ahol rövidesen megkapta az ausztrál állampolgárságot. Az ausztráliai hungarista emigráció belső köreibe jutva, a magyarországi politikai változásokat kihasználva 1993-ban hazatért, és aktív politizálásba kezdett.

### Politikai pályafutása
1993. október 11-én jegyezték be az általa alapított Világnemzeti Népuralmista Pártot, amely rövid fennállása alatt a Győrkös István vezette Magyar Nemzeti Arcvonallal és az Ekrem-Kemál György elnökölte Kommunizmus Üldözötteinek Szövetségével együtt Magyar Hungarista Mozgalom néven egyesült 1994. április 20-án, Hitler születésnapján. Röviddel ezután az MHM-mel együtt a három pártot is betiltották.
1994. szeptember 20-án többedmagával megalakította a nyíltan hungarista Magyar Népjóléti Szövetséget (MNSZ), melynek feloszlásáig elnöke volt. A párt indult az 1998-as parlamenti és önkormányzati választásokon is.
Az MNSZ 1996. október 23-i demonstrációján a budapesti Szabadság téren mondott beszédében Szabó nyíltan a zsidóság elleni gyűlöletre uszított, amiért 1997-ben három év felfüggesztett börtönbüntetést kapott. Jelentős közfelháborodást váltott ki nyílt, agresszív gyűlöletre uszításuk, valamint demonstrációik, megmozdulásaik hatóságok általi tudomásulvétele; ekkor kaptak lábra azon spekulációk, miszerint Szabó a Horn-kormány agitátora, akit a kormány az akkoriban jelentősen megerősödött jobboldal lejáratására bérelt fel.
Pártja, a Magyar Népjóléti Szövetség egyetlen választáson, az 1998-ason indult; a dabasi egyéni választókerületben sikerült annyi kopogtatócédulát összeszedni, hogy Szabó is képviselőjelölt lehessen. Az első fordulóban a voksok 1,09%-át, a második fordulóban a 0,32%-át szerezte meg, mindkétszer az utolsó helyen végezve.
1998-ban a személye körüli spekulációk és a belső támadások (főleg a Magyar Nemzeti Arcvonal, valamint a MIÉP irányából, pl. a Magyar Fórum közölt egy cikket, amely szerint Szabó Albert szülei Izraelben élnek, melynek alátámasztására az útleveléről képeket is mutattak, benne több izraeli vízummal.) visszatérésre késztették Ausztráliába, ahonnan 2006 októberében, a 2006-os tiltakozások hatására egy rövid időre ismét hazatért Jelenleg igazgatói minőségben ténykedik egy ausztrál export-import cégnél.